# Kihoku
Kihoku (jap. 紀北町 Kihoku-chō) – miasto w Japonii, na wyspie Honsiu, w prefekturze Mie. Według danych na rok 2020 miejscowość zamieszkiwało 14 604 mieszkańców , a gęstość zaludnienia wyniosła 56,9 os./km².